# Liste der Biografien/Bam
Liste der Biografien |
Portal Biografien |
Personensuche
# |
A |
B |
C |
D |
E |
F |
G |
H |
I |
J |
K |
L |
M |
N |
O |
P |
Q |
R |
S |
T |
U |
V |
W |
X |
Y |
Z |
?
 
Ba |
Be |
Bd |
Bg |
Bh |
Bi |
Bj |
Bl |
Bm |
Bn |
Bo |
Br |
Bs |
Bu |
Bw |
By |
Bz
 
Baa |
Bab |
Bac |
Bad |
Bae |
Baf |
Bag |
Bah |
Bai |
Baj |
Bak |
Bal |
Bam |
Ban |
Bao |
Bap |
Baq |
Bar |
Bas |
Bat |
Bau |
Bav |
Baw |
Bax–Baz
Die Liste der Biografien führt alle Personen auf, die in der deutschsprachigen Wikipedia einen Artikel haben. Dieses ist eine Teilliste mit 213 Einträgen von Personen, deren Namen mit den Buchstaben „Bam“ beginnt.

## Bam
- BAM (* 1970), US-amerikanischer Rapper, Musikproduzent, Performance-Künstler und Schauspieler
- Bam, Jacoba Jacobsdr. († 1569), niederländische Frau, die der Hexerei angeklagt worden war
- Bam, Julien (* 1988), deutscher Webvideoproduzent, Sänger, Synchronsprecher und PodcasterJulien Bam (* 1988)

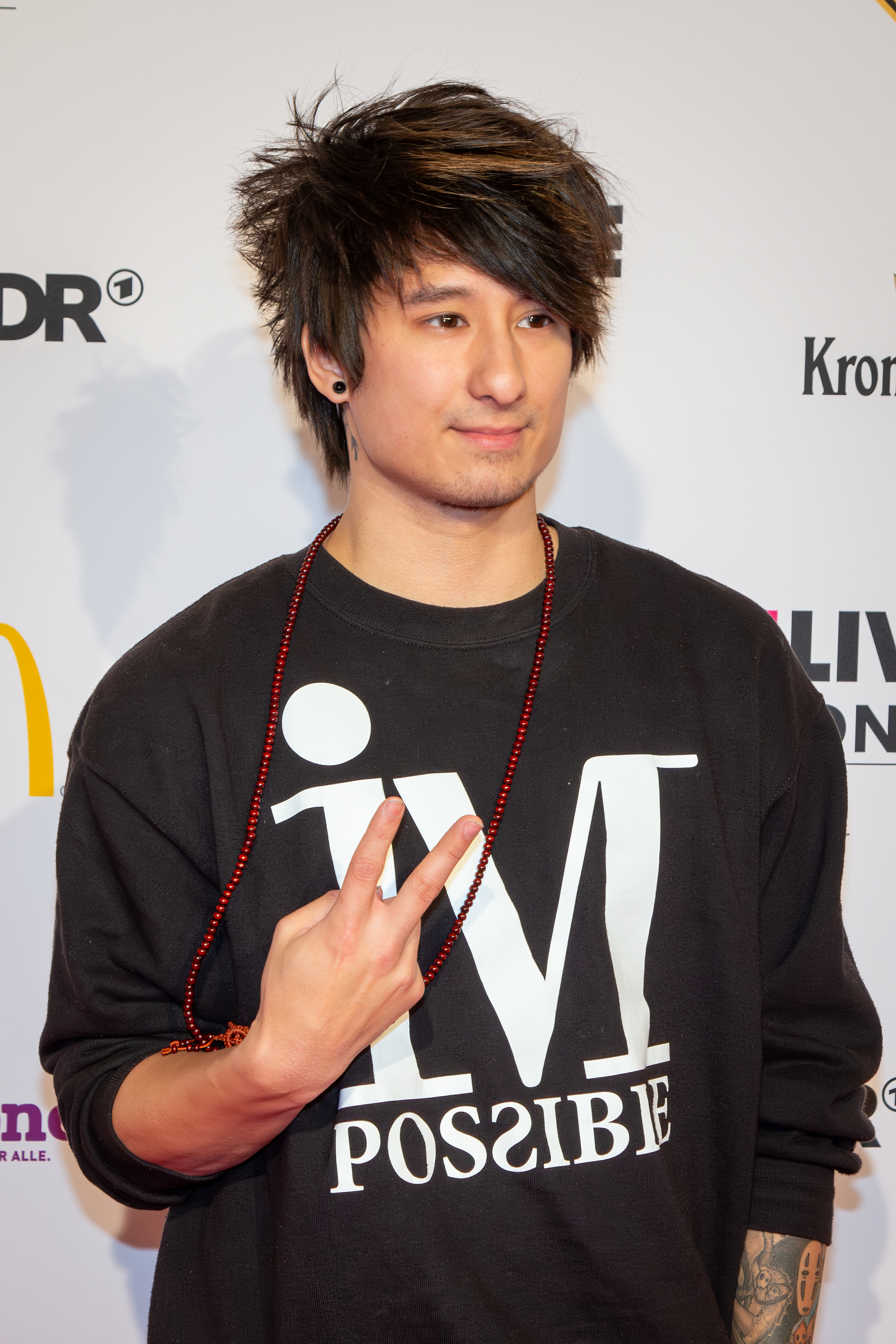
Julien Bam (* 1988)

### Bama
- Bama (* 1958), indische Feministin und Autorin
- Bama Mato, Marcel (1930–1971), guineischer Politiker und Innenminister Guineas
- Bamadhaj, Kamal (1970–1991), neuseeländischer Student und Menschenrechtler
- Bamann, Eugen (1900–1981), deutscher Lebensmittelchemiker

### Bamb
- Bam’ba Gongoa, Marcel (1926–1998), kongolesischer Geistlicher und römisch-katholischer Bischof von Bondo
- Bamba, Abdoulaye (* 1990), ivorisch-italienischer Fußballspieler
- Bamba, Amadu (1853–1927), Begründer der Sufi-Bruderschaft
- Bamba, Bambadjan (* 1982), US-amerikanischer Schauspieler ivorischer Abstammung
- Bamba, Djénéba (* 1983), malischer Fußballspieler
- Bamba, Gringo (* 1987), deutscher Rapper
- Bamba, Hiroyuki (* 1976), japanischer Skeletonpilot
- Bamba, Jonathan (* 1996), ivorisch-französischer Fußballspieler
- Bamba, Kader (* 1994), französischer Fußballspieler
- Bamba, Mo (* 1998), US-amerikanisch-ivorischer BasketballspielerMo Bamba (* 1998)

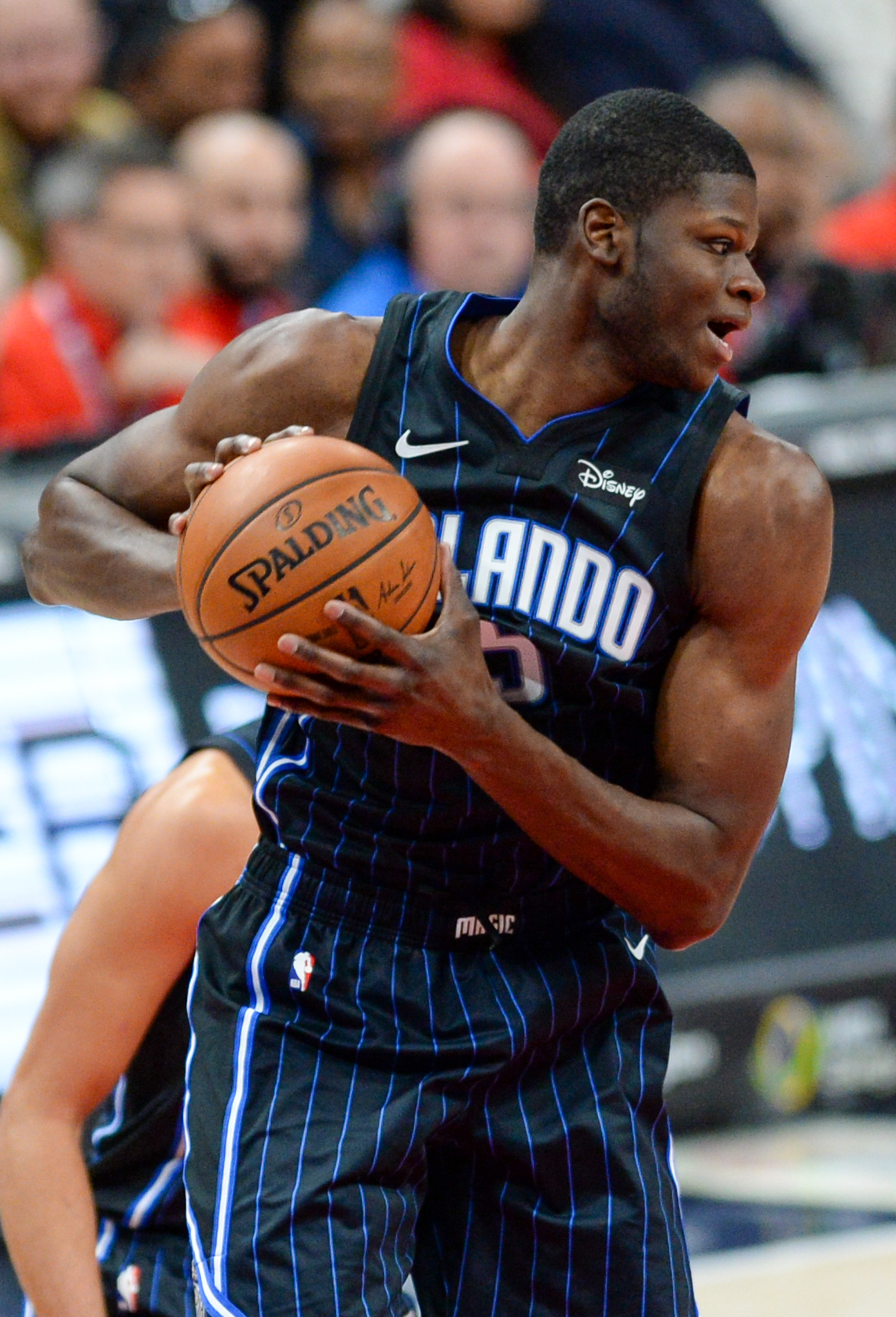
Mo Bamba (* 1998)

- Bamba, Mohamed (* 2001), ivorischer Fußballspieler
- Bamba, Musemestre (* 1971), kongolesischer Fußballspieler
- Bamba, Samuel (* 2004), deutsch-kongolesischer Fußballspieler
- Bamba, Seydou († 1996), burkinischer Fußballspieler und -trainer
- Bamba, Siaka (* 1976), ivorischer Fußballspieler
- Bamba, Souleymane (1985–2024), ivorischer Fußballspieler
- Bamba, Yacouba (* 1975), ivorischer Fußballspieler
- Bamba, Youssouf Mory (* 1995), ivorischer Fußballspieler
- Bamba, Youssoufou, ivorischer Diplomat
- Bamba, Yūki (* 1986), japanischer Fußballspieler
- Bamba-Lamine, Affoussiata (* 1970), ivorische Politikerin
- Bambaataa, Afrika (* 1957), US-amerikanischer Hip-Hop-DJ
- Bambach, Carmen (* 1959), US-amerikanische Kunsthistorikerin
- Bambach, Richard (1934–2025), US-amerikanischer Paläontologe
- Bambals, Oskars (* 2001), lettischer Mittelstreckenläufer
- Bambamius, Hartwig († 1688), deutscher Jurist und Oberaltensekretär der Hansestadt Hamburg
- Bambamius, Hartwig (1685–1742), deutscher lutherischer Theologe
- Bambara, Hounsouho (* 1938), burkinischer Oberst und Politiker
- Bambara, Jean-Luc (* 1963), burkinischer Bildhauer
- Bambara, Lætitia (* 1984), burkinisch-französische Hammerwerferin
- Bambara, Mazou (* 2005), burkinischer Fußballspieler
- Bambara, Moise (* 1984), deutsch-burkinischer Fußballspieler
- Bambara, Toni Cade (1939–1995), US-amerikanische Autorin und Hochschullehrerin
- Bambarén Gastelumendi, Luis Armando (1928–2021), peruanischer Ordensgeistlicher und römisch-katholischer Bischof von Chimbote
- Bambaren, Sergio (* 1960), peruanischer Schriftsteller
- Bambas, Carola (* 1968), deutsche Schauspielerin
- Bambauer, Hans Ulrich (1929–2021), deutscher Mineraloge, Petrologe und Hochschullehrer
- Bambauer, Martin (* 1970), deutscher Kirchenmusiker
- Bambeck, Joern J. (* 1942), deutscher Schriftsteller und Psychologe
- Bambeck, Manfred (1918–1985), deutscher Romanist
- Bamber, David (* 1954), britischer Film- und TheaterschauspielerDavid Bamber (* 1954)

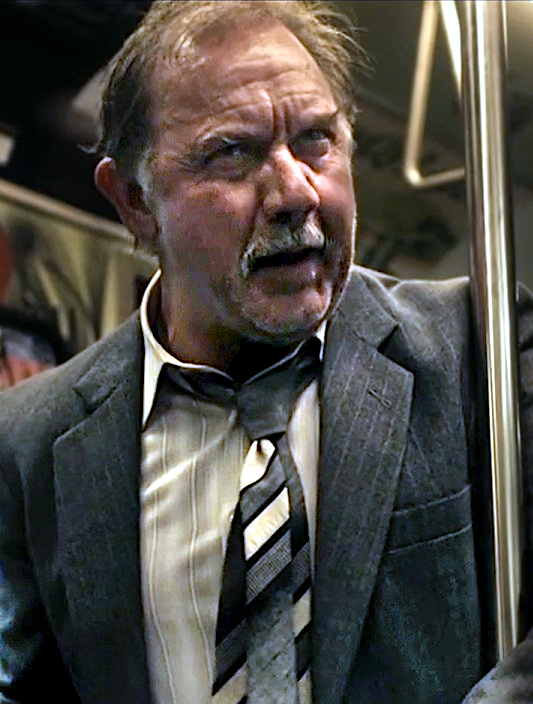
David Bamber (* 1954)

- Bamber, Earl (* 1990), neuseeländischer Automobilrennfahrer
- Bamber, Ellie (* 1997), britische Schauspielerin
- Bamber, Helen (1925–2014), britische Menschenrechtsaktivistin
- Bamber, Jamie (* 1973), britischer Schauspieler
- Bamber, Mary (1874–1938), schottisch-britische Sozialistin, Gewerkschafterin, Sozialarbeiterin und Suffragette
- Bamber, Paul (* 1961), simbabwischer Bogenschütze
- Bambera, Joseph Charles (* 1956), US-amerikanischer Geistlicher, Bischof von Scranton
- Bamberg, Albert von (1844–1910), deutscher klassischer Philologe und Gymnasialdirektor
- Bamberg, Carl (1847–1892), deutscher Mechaniker
- Bamberg, Carlo (* 1947), luxemburgischer Fußballspieler
- Bamberg, Corona (1921–2018), deutsche Benediktinerin und Autorin
- Bamberg, Daniel (* 1984), brasilianischer Fußballspieler
- Bamberg, David (1904–1974), englisch-US-amerikanischer Zauberkünstler
- Bamberg, Donald (1920–2013), niederländisch-amerikanischer Widerstandskämpfer im Zweiten Weltkrieg
- Bamberg, Ernst (* 1940), deutscher Biophysiker
- Bamberg, Eva (* 1951), deutsche Psychologin
- Bamberg, Felix (1820–1893), deutscher Diplomat, Schriftsteller und Publizist
- Bamberg, Georg (1936–2023), deutscher Politiker (SPD), MdB
- Bamberg, Günter (* 1940), deutscher Mathematiker
- Bamberg, Hermann (1846–1928), deutsch-jüdischer Kaufmann und Berliner Kommunalpolitiker
- Bamberg, Julia (* 1983), deutsche Hörfunkmoderatorin
- Bamberg, Katharina (1873–1966), deutsche Malerin
- Bamberg, Michael (* 1947), deutscher Mediziner, Radioonkologe und Strahlentherapeut
- Bamberg, Paul Adolf (1876–1946), deutscher Industrieller
- Bamberg, Ruth (* 1961), deutsche Medienkünstlerin
- Bamberg, Theo (1875–1963), niederländisch-US-amerikanischer Zauberkünstler
- Bamberg-Schitter, Tessy (* 1980), luxemburgische Fußballspielerin
- Bamberger Kalbsjunge, Wolfskind
- Bamberger, Alfred (1890–1956), deutsch-US-amerikanischer Unternehmer und Firmengründer
- Bamberger, Alfred (* 1957), deutscher Politiker (AfD), MdL
- Bamberger, Antoinette († 1805), deutsche Schriftstellerin
- Bamberger, Anton (1886–1950), deutsch-amerikanischer Unternehmer
- Bamberger, Burkhard (* 1964), deutscher Manager
- Bamberger, Carl (1902–1987), österreichisch-amerikanischer Dirigent
- Bamberger, Christoph M. (* 1965), deutscher Mediziner
- Bamberger, Claude P. (1920–2008), deutsch-amerikanischer Unternehmer, Firmengründer, Kunstsammler und Autor
- Bamberger, Dirk (* 1972), deutscher Politiker (CDU), MdL
- Bamberger, Eckehard (* 1931), österreichischer Autor
- Bamberger, Elisabeth (1889–1971), deutsche Unternehmerin und Pazifistin
- Bamberger, Elisabeth (1890–1984), deutsche Volkswirtin, Sozialarbeiterin und Mitbegründerin der Familienfürsorge
- Bamberger, Ernst (1885–1941), deutscher Arzt
- Bamberger, Eugen (1857–1932), deutscher Chemiker
- Bamberger, Eugen von (1858–1921), österreichischer Arzt
- Bamberger, Ferdinand (1809–1855), deutscher klassischer Philologe
- Bamberger, Franz (1855–1926), Bankier Politiker im Großherzogtum Hessen
- Bamberger, Fritz (1814–1873), deutscher Maler von spanischen Landschaften
- Bamberger, Fritz (1862–1942), deutscher Unternehmer
- Bamberger, Fritz (1902–1984), deutscher Geisteswissenschaftler
- Bamberger, Gus (1864–1943), deutsch-amerikanischer Kaufmann, Unternehmer, Firmengründer und Mäzen
- Bamberger, Gustav (1861–1936), österreichisch-deutscher Maler und Architekt
- Bamberger, Heinrich von (1822–1888), österreichischer Pathologe
- Bamberger, Heinz Georg (* 1947), deutscher Politiker (SPD)
- Bamberger, Hugo (1887–1949), deutsch-amerikanischer Chemiker, Unternehmer und Firmengründer
- Bamberger, Jakob (1913–1989), deutscher Boxer und später Aktivist der Bürgerrechtsbewegung der Sinti und Roma
- Bamberger, Johann Peter († 1804), deutscher reformierter Geistlicher
- Bamberger, Julius (1880–1951), Kaufhausbesitzer in Bremen
- Bamberger, Louis (1855–1944), US-amerikanischer Geschäftsmann und Philanthrop
- Bamberger, Ludwig (1823–1899), deutscher Bankier und Politiker, MdRLudwig Bamberger (1823–1899)

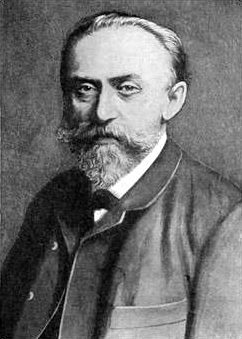
Ludwig Bamberger (1823–1899)

- Bamberger, Ludwig (1893–1964), deutsch-britischer Unternehmer, Firmengründer, Kunstsammler und Bibliophiler
- Bamberger, Max (1861–1927), österreichischer Chemiker
- Bamberger, Moses Löb (1838–1899), Rabbiner des Distriktsrabbinats Bad Kissingen
- Bamberger, Nathan (1842–1919), deutscher Rabbiner des Distriktsrabbinats Würzburg
- Bamberger, Otto (1885–1933), deutscher Unternehmer, Kunstsammler und -mäzen
- Bamberger, Philipp (1898–1983), deutscher Kinderarzt, Ordinarius der Universitätskinderklinik Königsberg und in Heidelberg
- Bamberger, Richard (1911–2007), österreichischer Literaturforscher und Autor
- Bamberger, Rudolf (* 1888), deutscher Bühnenbildner, Filmarchitekt und Dokumentarfilmregisseur
- Bamberger, Rudolf (1889–1974), deutscher Lehrer und Politiker (USPD, SPD)
- Bamberger, Rudolph (1821–1900), deutscher Bankier und Politiker, Landtagsabgeordneter des Großherzogtum Hessen
- Bamberger, Seckel (1863–1934), Rabbiner des Distriktsrabbinats Bad Kissingen
- Bamberger, Selig Pinchas (1872–1936), deutscher Rabbiner und jüdischer Gelehrter
- Bamberger, Seligmann Bär (1807–1878), deutscher Rabbiner
- Bamberger, Sibylle (* 1968), deutsche Journalistin und AutorinSibylle Bamberger (* 1968)

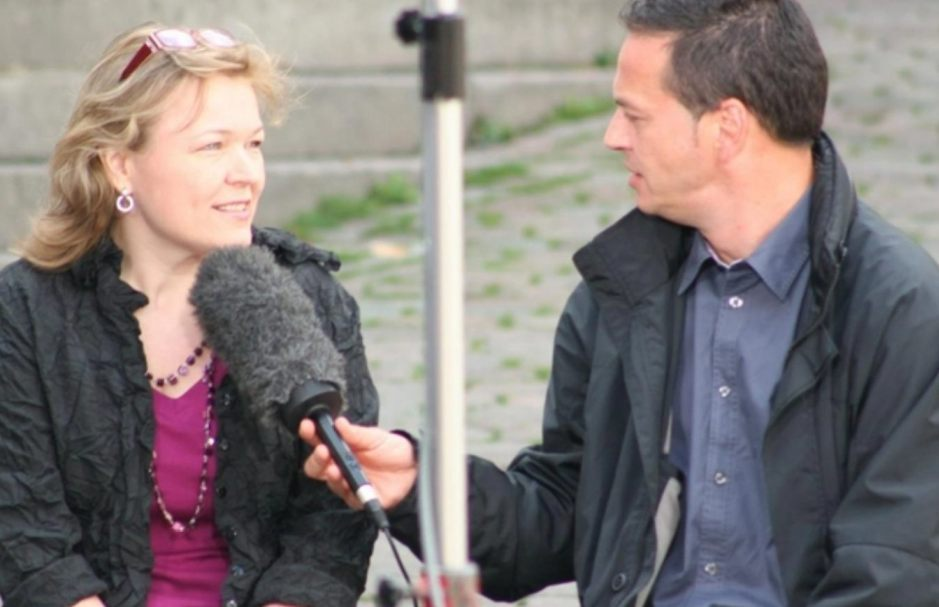
Sibylle Bamberger (* 1968)

- Bamberger, Simon (1846–1926), deutsch-amerikanischer Unternehmer und Politiker
- Bamberger, Simon (1871–1961), deutscher, später israelischer Rabbiner
- Bamberger, Walter (* 1946), deutscher Lichtplaner
- Bamberger, Werner (* 1940), deutscher Fußballspieler
- Bamberghi, Ivano (* 1949), italienischer Eisschnellläufer
- Bamberski, Kalinka (1967–1982), französische Stieftochter und mögliches Opfer von Dieter Krombach
- Bambey, Hans (1915–1997), deutscher Offizier und Brigadegeneral
- Bambič, Nada (* 1966), slowenische Squashspielerin
- Bambie Thug (* 1993), irische/r Sänger/inBambie Thug (* 1993)

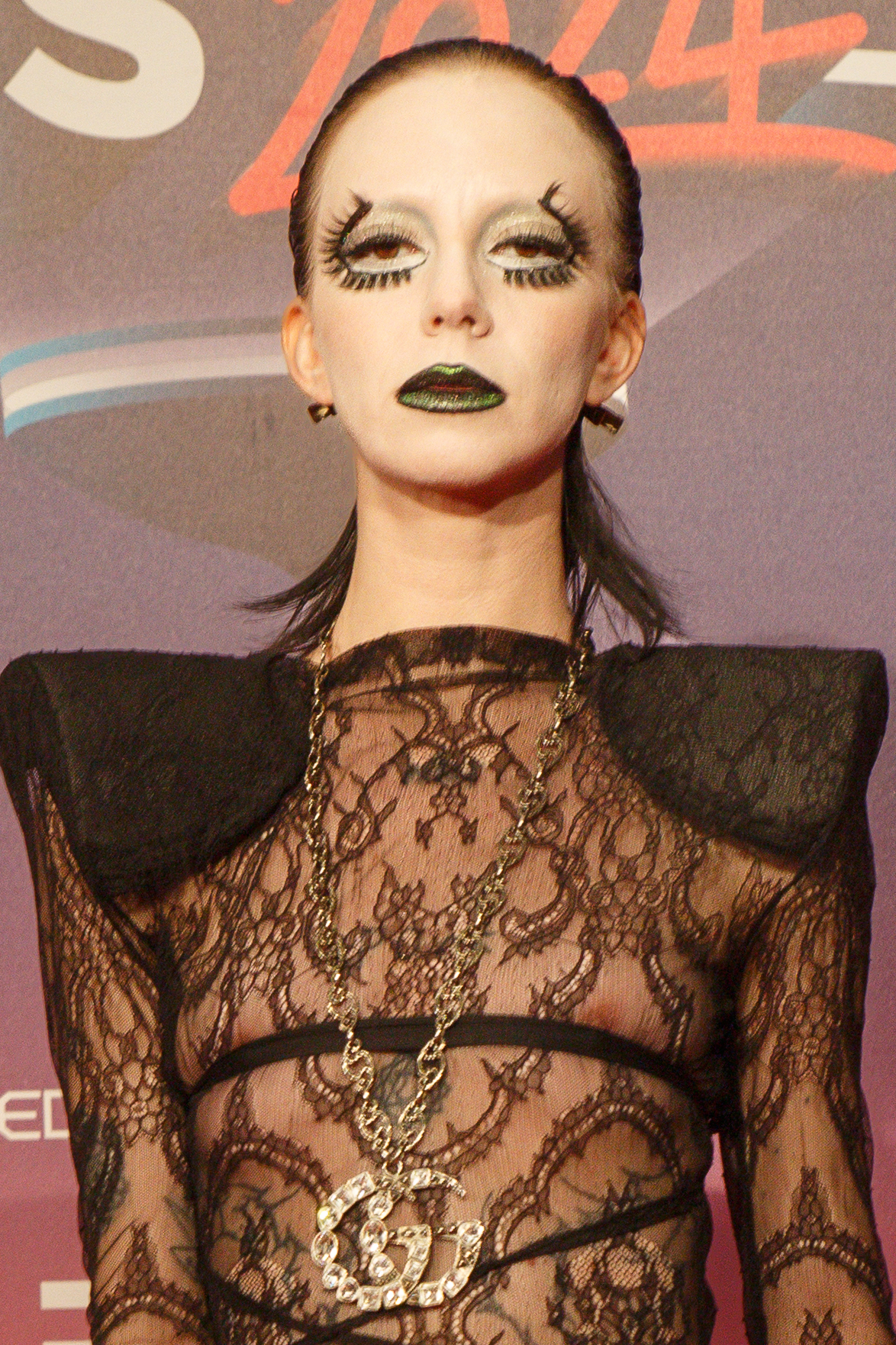
Bambie Thug (* 1993)

- Bambini, Giorgio (1945–2015), italienischer Schwergewichtsboxer
- Bambini, Nicolò (1651–1736), italienischer Maler
- Bambini, Stefano, italienischer Musiker, Schauspieler und Filmregisseur
- Bambino, Sékouba (* 1964), guineischer Sänger
- Bambouk, Jaafar (* 1998), österreichischer Politiker der Grünen
- Bambridge, Arthur (1861–1923), britischer Fußballspieler und Porträtmaler
- Bambridge, Luke (* 1995), britischer Tennisspieler
- Bambridge, William (1820–1879), britischer Lehrer, Missionar und ein Fotograf der Königin Victoria von Großbritannien und Irland
- Bambrough, Renford (1926–1999), britischer Philosoph und Philosophiehistoriker
- Bambu, Robson (* 1997), brasilianischer Fußballspieler
- Bambuck, Roger (* 1945), französischer Leichtathlet
- Bambula, August (1899–1985), Schweizer Aktivist der Homosexuellenbewegung
- Bamburac, Sabrina (* 1993), britische Tennisspielerin
- Bambury, Stephen (* 1951), neuseeländischer Maler
- Bambus, Willy (1862–1904), deutscher Vertreter der Chowewe-Zion
- Bambus-Klaus (1956–2012), deutscher Gastwirt und Schlagersänger

### Bame
- Bamer, Alfred (1917–1982), österreichischer Komponist und Kirchenmusiker
- Bamert, Daniel (1941–2018), Schweizer Maler, Zeichner und Grafiker, Komponist, Schriftsteller
- Bamert, Herta (1909–1996), Schweizer Tänzerin und Tanzpädagogin
- Bamert, Jan (* 1998), Schweizer Fussballspieler
- Bamert, Matthias (* 1942), Schweizer Komponist und Dirigent
- Bamert, Maya (* 1979), Schweizer Bobfahrerin
- Bamert, Urs (* 1959), Schweizer Fussballspieler
- Bames, Carl Friedrich (1831–1903), württembergischer Oberamtmann

### Bamf
- Bamford, Anthony, Baron Bamford (* 1945), britischer Unternehmer und Politiker (Conservative Party)
- Bamford, David (* 1976), australischer Badmintonspieler
- Bamford, Dennis H. (* 1948), finnischer Virologe
- Bamford, Harry (1886–1915), englischer Fußballspieler
- Bamford, Harry (1914–1949), englischer Fußballspieler
- Bamford, James (* 1946), US-amerikanischer Journalist
- Bamford, Maria (* 1970), US-amerikanische Komikerin und Synchronsprecherin
- Bamford, Neil (* 1982), britischer Tennisspieler
- Bamford, Patrick (* 1993), englischer FußballspielerPatrick Bamford (* 1993)

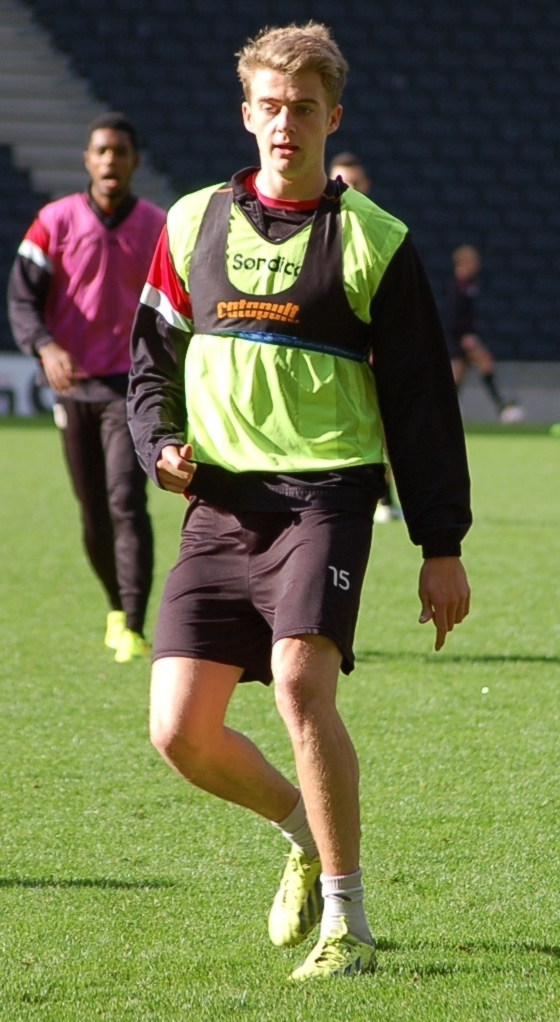
Patrick Bamford (* 1993)

- Bamford, Robert (1883–1942), britischer Ingenieur und Mitgründer von Aston Martin
- Bamford, Samuel (1788–1872), englischer Radikaler und Schriftsteller
- Bamford-Addo, Joyce (* 1937), ghanaische Politikerin, Sprecherin des Parlaments in Ghana
- Bamforth, Charles (* 1952), englischer Hochschullehrer
- Bamforth, Geoffrey (1896–1985), englischer Fußballspieler
- Bamforth, Rosemary (1924–2018), britische Pathologin
- Bamfuchile, Ben (1960–2007), sambischer Fußballtrainer

### Bamg
- Bamgbose, Margaret (* 1993), nigerianisch-US-amerikanische Sprinterin
- Bamgboyé, Oladélé Ajiboyé (* 1963), nigerianisch-britischer Multimedia-, Video- und Installationskünstler

### Bami
- Bamiatzis, Nektarios (* 1975), deutscher Sänger
- Bamina, Joseph (1927–1965), burundischer Politiker, Premierminister Burundis (1965)
- Baminger, Wolfgang (1930–2002), österreichischer Maler und Grafiker

### Baml
- Bamler, Hans-Joachim (1925–2015), deutscher Offizier des MfS der DDR, Spion für die DDR in Frankreich
- Bämler, Johann († 1503), deutscher früher Buchdrucker
- Bamler, Karl Bernhard (1865–1926), deutscher Meteorologe
- Bamler, Peter (* 1964), deutscher Theaterschauspieler und Regisseur
- Bamler, Richard (* 1955), deutscher Nachrichtentechniker und Hochschullehrer
- Bamler, Rudolf (1896–1972), deutscher Generalleutnant im Zweiten Weltkrieg und Generalmajor der DDR
- Bamlett, Herbert (1882–1941), englischer Fußballtrainer und Schiedsrichter
- Bamlett, Thomas (1880–1913), englischer Fußballspieler

### Bamm
- Bamm, Dietrich (1939–2011), deutscher Bauingenieur und Professor für Stahlbau
- Bamm, Peter (1897–1975), deutscher Arzt, Journalist und Schriftsteller
- Bamman, Gerry (* 1941), US-amerikanischer Schauspieler
- Bammatter, Andreas (* 1960), Schweizer Politiker (SP)
- Bamme, Adam († 1397), englischer Goldschmied und Politiker
- Bammé, Arno (* 1944), deutscher Soziologe
- Bammel, Christina-Maria (* 1973), deutsche evangelische Theologin, Pröpstin der Evangelischen Kirche Berlin-Brandenburg-schlesische OberlausitzChristina-Maria Bammel (* 1973)

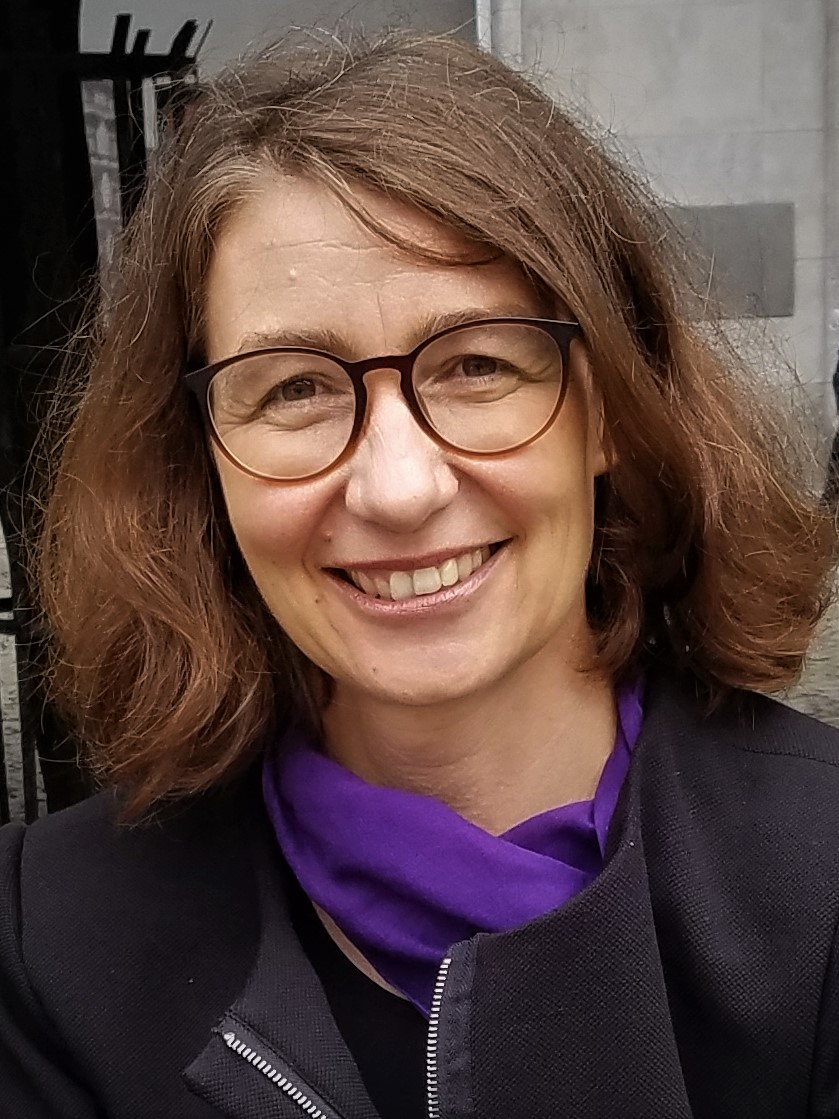
Christina-Maria Bammel (* 1973)

- Bammel, Ernst (1923–1996), deutscher evangelischer Theologe
- Bammel, Georg (1900–1939), sowjetischer Philosoph
- Bammel, Heinrich (1855–1929), preußischer Bürgermeister
- Bammer, Andreas (* 1984), österreichischer Fußballspieler
- Bammer, Anton (1934–2024), österreichischer Bauforscher und Klassischer Archäologe
- Bammer, Dominik (* 1990), österreichischer Handballspieler
- Bammer, Hannes (1922–2017), österreichischer Politiker (SPÖ)
- Bammer, Hans Georg (1921–2009), deutscher Neurologe und Hochschullehrer
- Bammer, Julia (* 1988), österreichische Politikerin (NEOS)
- Bammer, Sybille (* 1980), österreichische TennisspielerinSybille Bammer (* 1980)

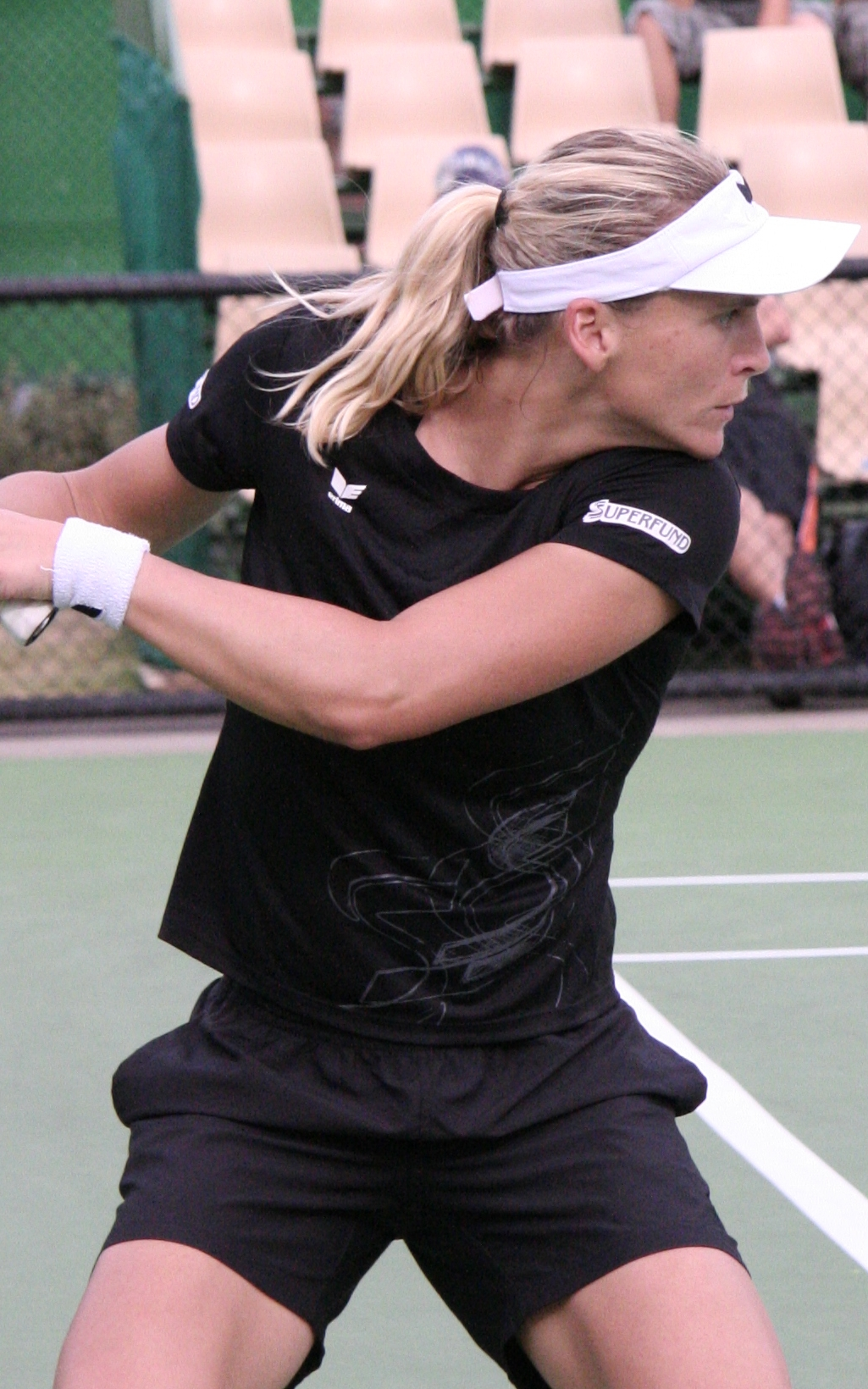
Sybille Bammer (* 1980)

- Bammert, Helga (1921–1990), deutsche Schauspielerin
- Bammes, Gottfried (1920–2007), deutscher Kunstlehrer
- Bammesberger, Alfred (1938–2025), deutscher Sprachwissenschaftler

### Bamo
- Bamogo, Awa (* 1999), burkinesische Radrennfahrerin
- Bamogo, Habib (* 1982), französisch-burkinischer Fußballspieler
- Bamont, Johnnie (* 1951), US-amerikanischer Musiker, Mitglied der Band Huey Lewis & The News
- Bamous, Driss (1942–2015), marokkanischer Fußballspieler und -funktionär

### Bamp
- Bampély, Michel (* 1974), französischer Künstler, Soziologe, Dichter, Produzent und Lehrer
- Bampfylde, Mark, 7. Baron Poltimore (* 1957), britischer Peer und Politiker (parteilos)
- Bampi, Mario (* 1938), italienischer Radrennfahrer
- Bampi, Richard (1896–1965), deutscher Keramiker und Maler
- Bampton, Rose (1907–2007), US-amerikanische Opernsängerin (Sopran)

### Bamu
- Bamugemereire, Catherine (* 1970), ugandische Juristin

### Bamy
- Bamy, Maddly (* 1943), französische Schauspielerin und Autorin